# آپگوجئونگ-دونگ
آپگوجئونگ-دونگ (به لاتین: Apgujeong-dong) یک منطقهٔ مسکونی در کره جنوبی است که در ناحیه گانگنام واقع شده‌است.